# Woiwodschaft Kielce
Die Woiwodschaft Kielce war eine polnische Verwaltungseinheit, die 1919 gegründet wurde und nach verschiedenen Verwaltungsreformen 1999 in der Woiwodschaft Heiligkreuz aufging. Hauptstadt war Kielce.

## 1919–1939
Siehe Hauptartikel: Woiwodschaft Kielce (1919–1939)
Die Woiwodschaft Kielce wurde am 2. August 1919 errichtet. In der Zweiten Polnischen Republik umfasste sie eine Fläche von 25.741 km², wozu Städte wie Radom, Częstochowa und Sosnowiec gehörten, und zählte nach einer Erhebung im Jahre 1921 2.535.898 Einwohner. Davon waren 87,6 % römisch-katholisch und 11,9 % jüdischer Konfession. Anlässlich der Verwaltungsreform vom 1. April 1938 gingen zwei Landkreise, nämlich Powiat Opoczyński und Powiat Konecki, an die Woiwodschaft Łódź über.

## 1945–1975
Nach Ende des Zweiten Weltkriegs wurde die Woiwodschaft Kielce am 21. August 1945 durch ein Dekret des Lubliner Komitees neu gegründet. 1946 umfasste die Woiwodschaft 17.804 km² und zählte 1.701.800 Einwohner. Im Zuge einer Gebietsreform 1950 wurde die Fläche der Woiwodschaft auf 19.476 km² vergrößert.

## 1975–1998
Nach der Verwaltungsreform von 1975, in der Polen in 49 Woiwodschaften unterteilt wurde, umfasste die Woiwodschaft Kielce 9.211 km² und zählte im Jahre 1980 rund 1.068.700 Einwohner.

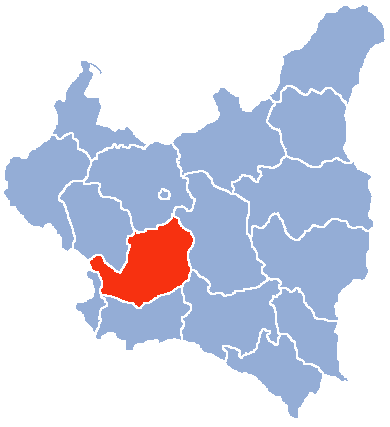
1919–1939
1946–1950
1950–1975
1975–1998